# 何立基 (政府官員)
何立基，JP，香港公務員，現任觀塘民政事務專員。何在1997年從皇仁書院畢業，及後入讀香港中文大學主修新聞與傳播學，亦曾為大學線月刊記者，並取得社會科學學士學位。及後，他在2002年獲香港政府聘任為行政主任，於地政總署任職。隨後，他轉職至入境事務處擔任入境事務主任，曾負責檢控及香港國際機場事務的工作。他在2009年6月加入政務職系，因而獲派至深水埗民政事務處擔任民政事務助理專員。他及後曾於政府總部的運輸及房屋局運輸科及財經事務及庫務局任職助理秘書長，以及在2016年秋季獲港府保送至加利福尼亞大學柏克萊分校進修。在財庫局任職期間，他晉升至首席助理秘書長，並確任首長級丙級政務官。港府在2023年10月3日委任他接替林兆康出任觀塘民政事務專員，並在同月13日委任他為官守太平紳士。

## 外部連結
- 何立基的個人領英頁面

| 政府职务      | 政府职务                           | 政府职务 |
| ------------- | ---------------------------------- | -------- |
| 前任： 林兆康 | 觀塘民政事務專員 2023年10月3日至今 | 現任     |
| 議會席位      |                                    |          |
| 前任： 柯創盛 | 觀塘區議會主席 2024年1月1日至今    | 現任     |